# Phaénon
Dans la mythologie grecque, Phaénon ou Phanion est le dieu du ciel associé à l'étoile errante ou planète Saturne.

## Famille
Hésiode, dans sa Théogonie, indique que les titans Astréos et Éos enfantèrent les vents et les étoiles, ce qui inclut Phaénon,.

## Fonctions
Phaénon est un des dieux des cinq planètes ou étoiles errantes (Planeta ou Stellae Errantes), plus précisément celui de l'étoile Saturne. Le chef d’entre eux était le brillant Éosphoros, le dieu de l’étoile de l’aube Vénus. Les trois autres étaient Stilbon (étoile Mercure), Phaéton (étoile Jupiter) et Pyroeis (étoile Mars).
Les astronomes grecs ont correctement observé que Saturne était la planète la plus éloignée de la Terre à l'œil nu et ont calculé son orbite à trente ans, soit à peine plus que la période réelle de 29,45 ans. Constatant la faible luminosité de sa lumière comparée à celle de Jupiter, ils pensèrent qu'étant la plus éloignée du soleil, elle devait être froide et glaciale. Suivant cette notion, les astrologues croyaient que Saturne exerçait une influence néfaste sur l'univers. Cette qualité est évoquée par les poètes romains, dont Horace, Persius et Juvénal.

### Pages connexes
- Liste des divinités de la mythologie grecque